# Запрудное (Московская область)
Запру́дное — деревня в Раменском муниципальном районе Московской области. Входит в состав сельского поселения Софьинское. Население — 59 чел. (2010).

## Название
На плане Генерального межевания 1784 года обозначена как Запрудна, на карте 1852 года — Запрудина, в 1862 году — Запрудня, в 1911 году — Запрудная, с 1926 года закрепилось название Запрудное. Название от запруда — «плотина для удержания воды».

## География
Деревня Запрудное расположена в западной части Раменского района, примерно в 8 км к юго-западу от города Раменское. Высота над уровнем моря 138 м. Через деревню протекает река Ольховка. К деревне приписано СНТ Рельеф. Ближайший населённый пункт — село Синьково.

## История
В 1926 году деревня входила в Синьковский сельсовет Софьинской волости Бронницкого уезда Московской губернии.
С 1929 года — населённый пункт в составе Раменского района Московского округа Московской области.
До муниципальной реформы 2006 года деревня входила в состав Софьинского сельского округа Раменского района.

## Население
| 1926 | 2002 | 2010 |
| ---- | ---- | ---- |
| 242  | ↘35  | ↗59  |

В 1926 году в деревне проживало 242 человека (95 мужчин, 147 женщин), насчитывалось 57 хозяйств, из которых 56 было крестьянских. По переписи 2002 года — 35 человек (19 мужчин, 16 женщин).